# Autruche d'Afrique
 (janvier 2024).
Struthio camelus
Espèce
Répartition géographique
Statut de conservation UICN

 LC  : Préoccupation mineure
Statut CITES
L'autruche d’Afrique (Struthio camelus) est une espèce d'oiseaux coureurs de la famille des Struthionidae. C'est le plus grand de tous les oiseaux actuels.

## Morphologie

### Taille
Avec ses 2,50 m de haut et ses 130 kg (maximum 150 kg), l'autruche mâle est le plus grand et le plus lourd des oiseaux actuels. Cet oiseau mesure de 210 à 275 cm de longueur pour le mâle et de 175 à 190 cm pour la femelle.

### Aspect général

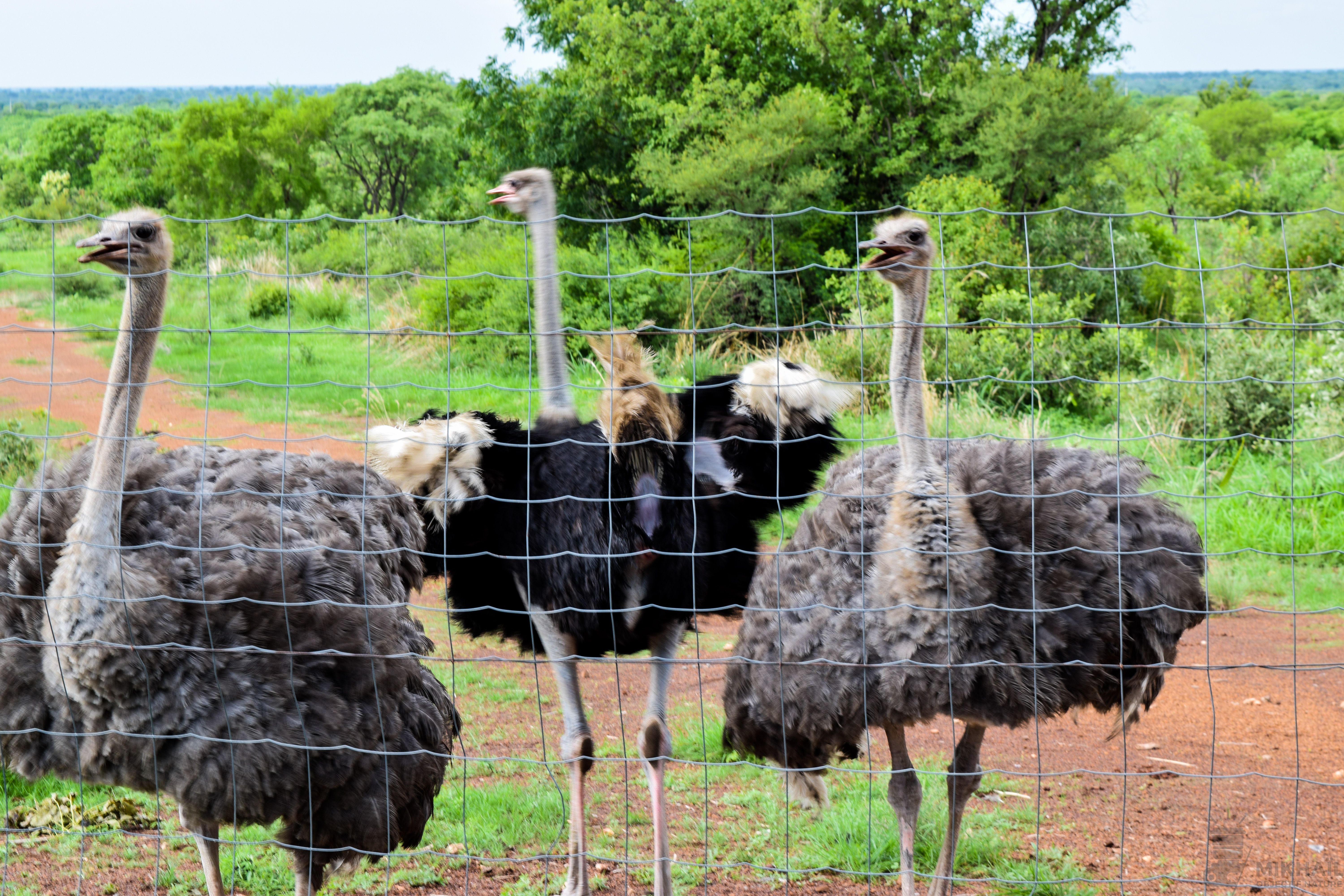
Autruches dans le ranch de Tagatatatou à Dassari (Tanguiéta au Bénin).

L'autruche possède un corps massif, supporté par des pattes longues et fortes, et surmonté d'un long cou qui se termine par une tête proportionnellement très petite. La tête, les deux tiers du cou et les pattes sont nus. La couleur de la peau dénudée varie selon les sous-espèces. Les yeux de l'autruche sont gros par rapport aux dimensions de la tête, et ornés de longs cils. Les autruches sont les seuls oiseaux à ne posséder que deux doigts par patte ; le doigt extérieur, plus petit, est dépourvu de griffe.
Les plumes de couverture de l'autruche, y compris rémiges et rectrices, ont une structure particulière qui rappelle celle du duvet.

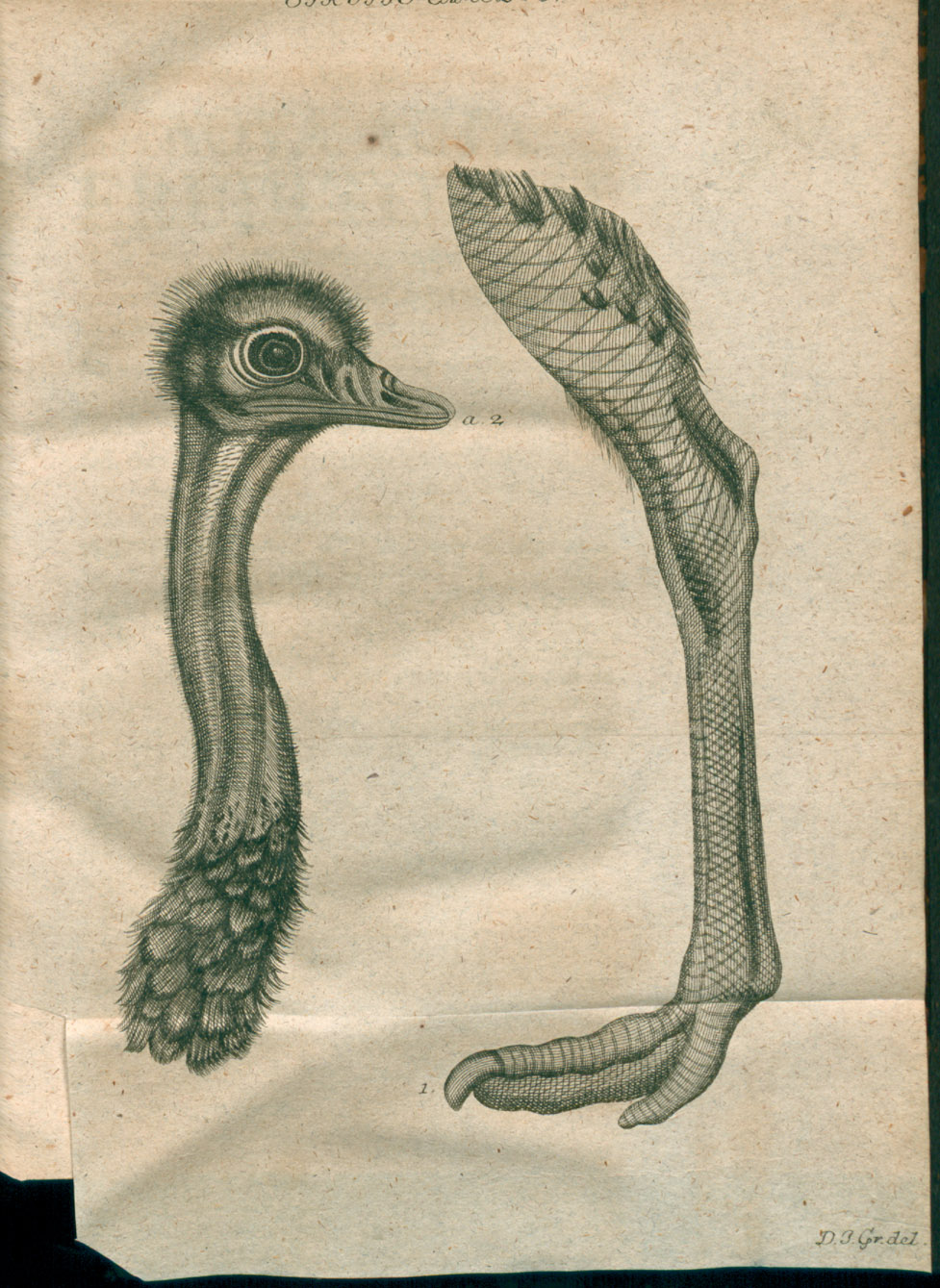
Illustration publiée sur les Acta Eruditorum du 1759.

Cette espèce présente un fort dimorphisme sexuel.

### Plumage du mâle et de la femelle

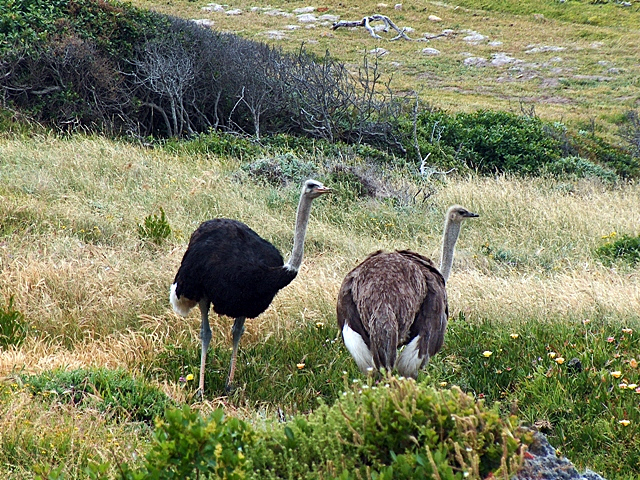
Couple d'autruches à Cape Point.

Le mâle a un plumage noir, mais les extrémités des ailes et de la queue portent des plumes blanches. Il y a aussi un peu de blanc à la frontière entre la partie nue et la partie emplumée du cou.
La femelle possède un plumage gris-brun et le dessous clair, de beige à blanc.

### Plumage des juvéniles
À quatre semaines, le jeune présente un duvet épineux chamois à pinceaux blancs et arbore des taches noires au cou.

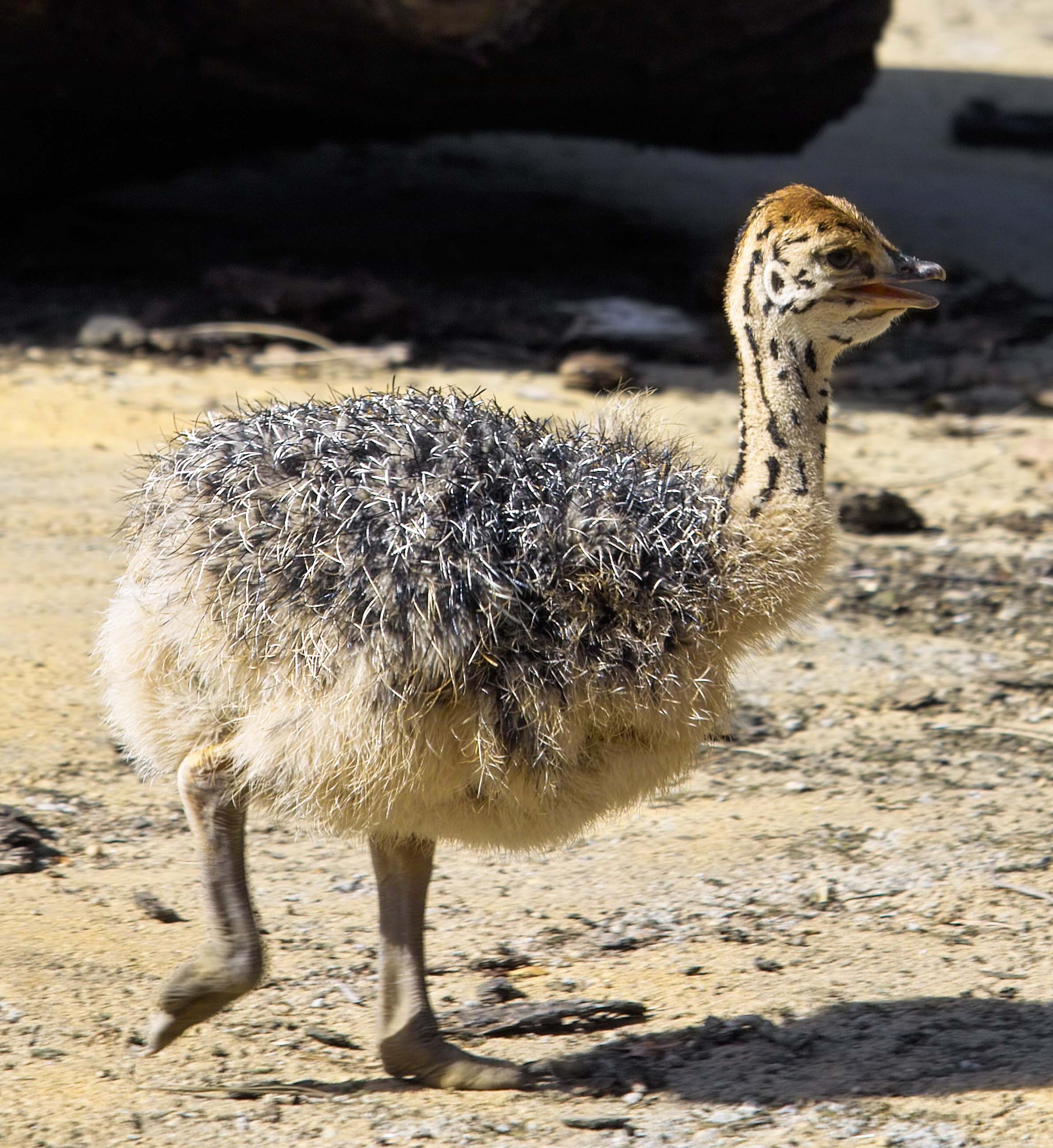
Autruchon.

Ensuite, il ressemble à la femelle.

## Comportement

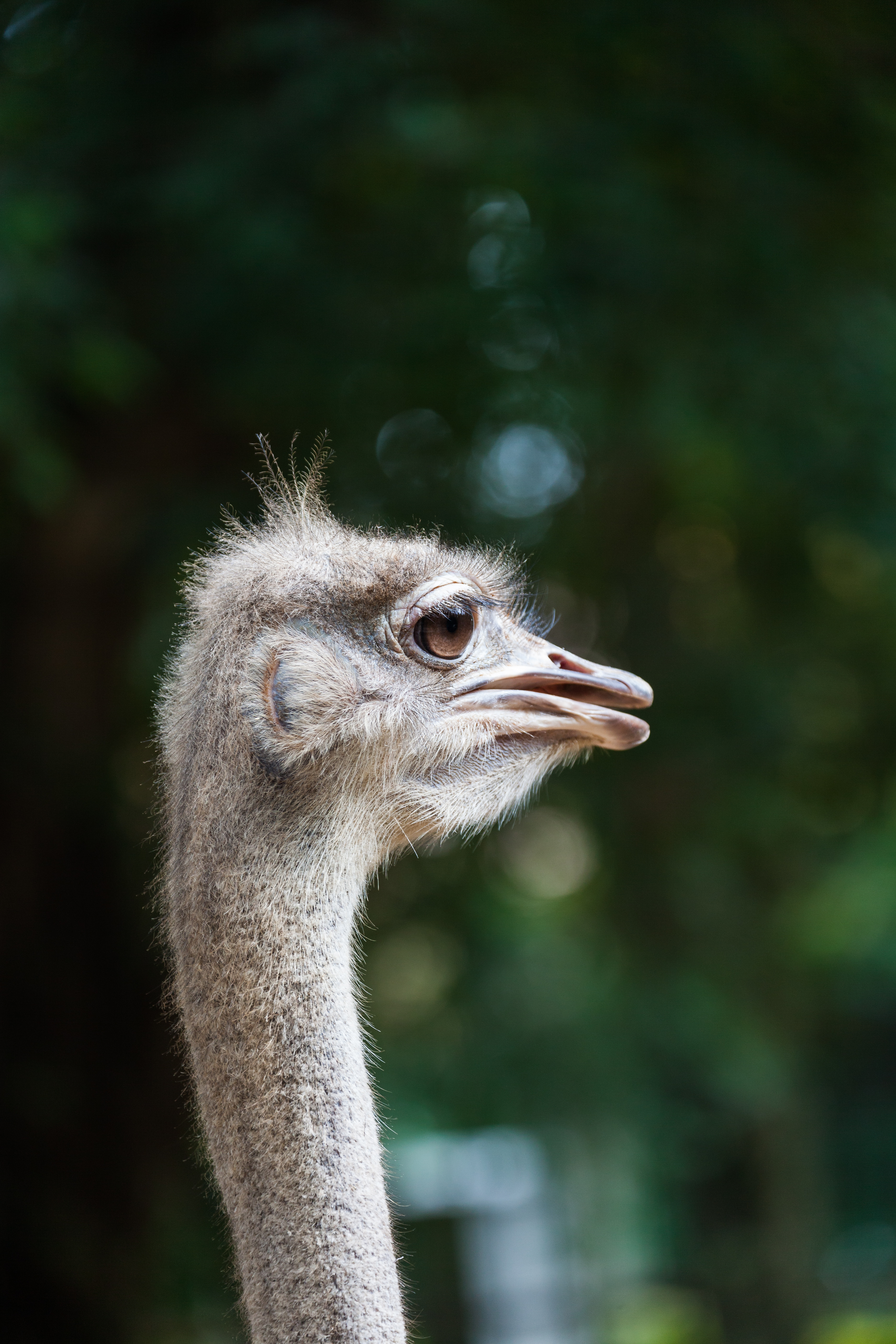
Détail de la tête et du cou.

### Locomotion
Les autruches sont inaptes au vol, mais excellentes à la course. Leur rapidité au sol est remarquable : elles peuvent atteindre 70 km/h, mais sont probablement plus rapides au démarrage.
Pour courir, cette espèce s'appuie sur le doigt intérieur, le plus développé.

### Alimentation
Le régime alimentaire des autruches, principalement herbivore, est très varié. Il se compose de jeunes pousses, de graines, de fruits, mais aussi de petits animaux (mammifères et vers en particulier). 

### Comportement social et vocalisations
Les autruches vivent généralement en groupes de cinq ou six individus (avec une majorité de femelles), mais il n'est pas rare de voir des individus isolés (souvent des mâles), ou alors de bandes nombreuses comprenant une cinquantaine d'individus, surtout dans la savane.
Les autruches, grâce à leur grande taille, voient les prédateurs approcher de très loin, et dans la savane, elles jouent le rôle de sentinelle pour les troupeaux mixtes de zèbres et d'antilopes, avec qui elles se mêlent volontiers. Lorsque les autruches cessent soudain de paître et se mettent à courir, cela déclenche souvent une débandade générale dans les troupeaux d'herbivores. On voit parfois, lors des grandes migrations en Afrique de l’Est, des autruches parfois isolées suivre les troupeaux de grands mammifères herbivores dans leur déplacement.

### Reproduction

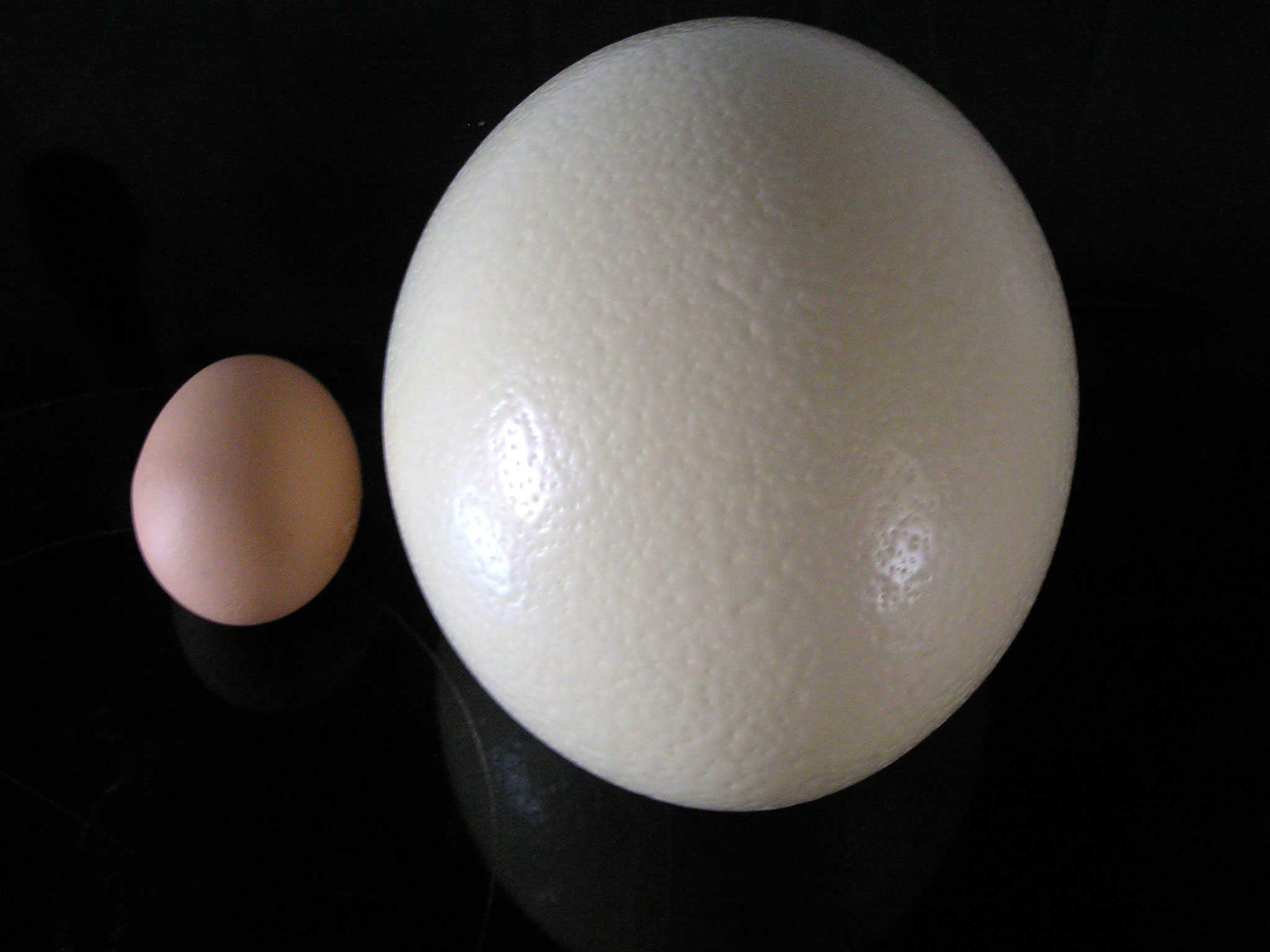
Comparaison entre un œuf de poule (à gauche) et un œuf d'autruche (à droite).

Les individus vivant seuls ou en petits groupes sont généralement monogames, alors que ceux vivant en grands troupeaux sont polygames (en général, un mâle se constitue un harem de 3 à 5 femelles). Dans ce dernier cas, c'est la femelle dominante (la « favorite ») qui décide de la formation du couple. Le lien qui unit le mâle à la favorite se maintient même en dehors de la saison de reproduction.
Lors de la parade nuptiale, le mâle exécute des mouvements circulaires du cou, écarte les ailes, déploie ses plumes en éventail, les dresse et les agite, se mettant parfois à genoux sur le sol pour exhiber son plumage. L'autruche mâle est le seul oiseau, avec les Anatidés, à posséder un organe copulateur, qu'il fait jaillir hors de son cloaque lors de l'accouplement. Avant de s'accoupler, le mâle s'isole avec la femelle choisie en chassant les petits de la couvée précédente et toutes les autres femelles.
Toutes les femelles du harem déposent leurs œufs dans le même nid, qui n'est en général qu'un simple trou dans le sol. Il n'est pas rare de compter jusqu'à trente œufs dans le même nid, voire soixante, qui avaient été déposés par cinq femelles, dans le cas d'une autruche masaï. L'incubation est assurée presque entièrement par le mâle, parfois relayé par la favorite. Elle dure 40 à 50 jours. En cas de danger, le mâle défend courageusement les œufs ou les poussins, parfois aidé de la favorite voire de toutes les femelles. Les adultes prennent grand soin de leurs jeunes, parfois pendant une année entière. Si la nourriture est abondante, les autruchons seront abandonnés beaucoup plus tôt par leurs parents. Les petits seront alors pris en charge par un groupe de femelles, accompagnées ou non de petits. Ce phénomène d'adoption est très important dans les populations vivant en groupe, car il contribue à limiter les problèmes de consanguinité dans le troupeau.

### Longévité
La durée de vie de l'autruche atteint 50 ans en captivité.

## Répartition
Les populations d'autruches sauvages sont de nos jours endémiques du continent africain, mais leur territoire s'étendait autrefois jusqu'en Syrie.

## Habitat
L'Autruche d'Afrique fréquente les régions sablonneuses désertiques ou semi-désertiques à végétation clairsemée, les savanes ou les forêts arides plus ou moins denses.

## Systématique
L’Autruche d'Afrique est l'une des deux espèces d'autruches (Struthio). En effet, l'Autruche de Somalie Struthio molybdophanes (Reichenow 1883), était autrefois considérée comme appartenant à l'espèce Struthio camelus, mais est désormais une espèce à part entière.
L'Autruche d'Afrique comptait quatre sous-espèces mais n'en compte plus que trois :
- Struthio camelus syriacus Rothschild, 1919 : au Moyen-Orient, éteinte depuis les années 1960, était autrefois répandue dans les déserts de Syrie et d'Arabie.
- Struthio camelus camelus Linnaeus, 1758 : très menacée sur son territoire d'Afrique du Nord, vit encore au sud de l'Atlas, dans une bande désertique ou semi-désertique allant du Sénégal et du Nigeria à l'ouest jusqu'à l'Égypte (Désert Arabique)[4], au Soudan et à l'Éthiopie centrale à l'est.
- Struthio camelus massaicus Neumann, 1898 : vit en Afrique de l'Est (Kenya et Tanzanie)
- Struthio camelus australis Gurney, JH Sr, 1868 : en Afrique du Sud, au sud des fleuves Zambèze et Cunène, en Namibie, au Botswana, au sud du Mozambique et au Zimbabwe.

## Galerie

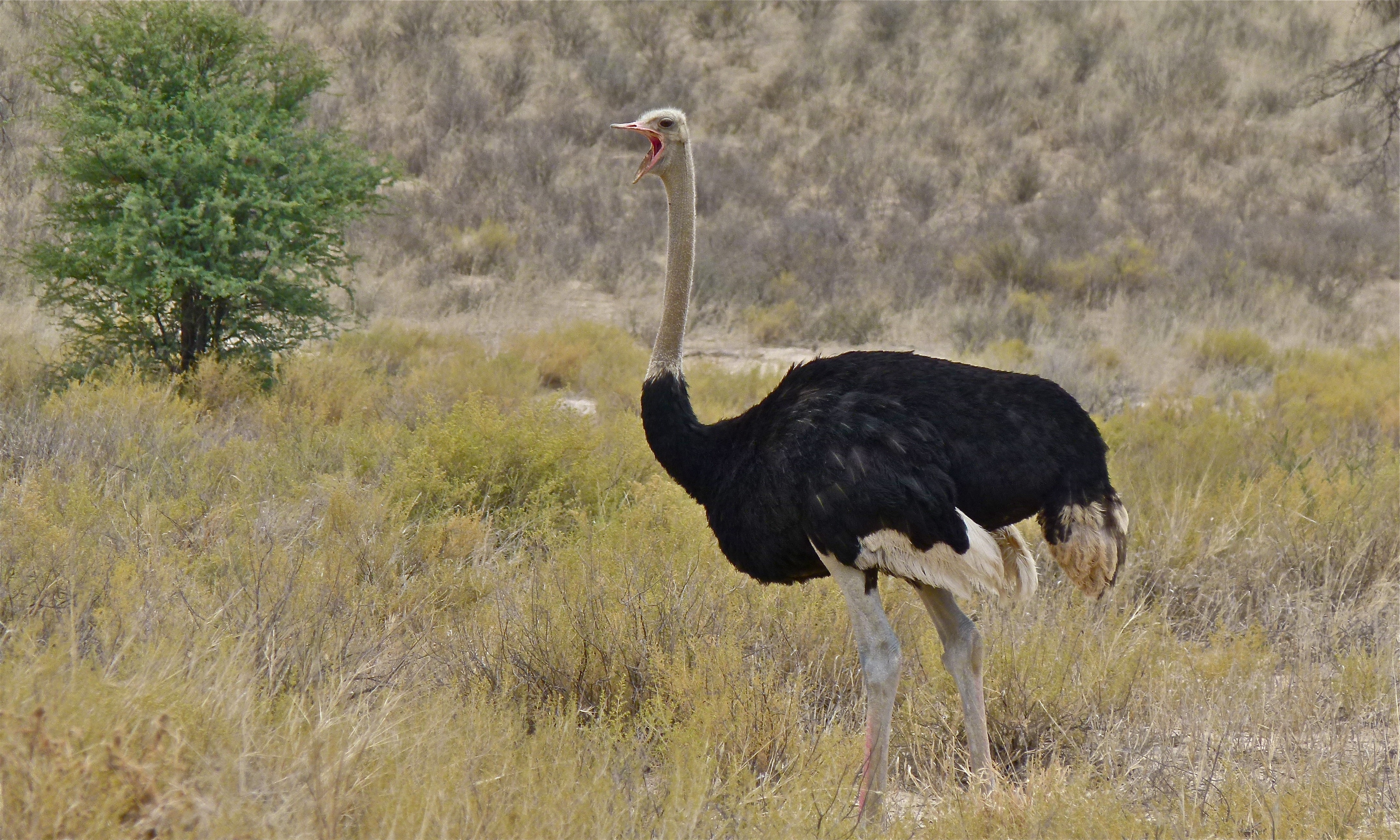
Mâle.
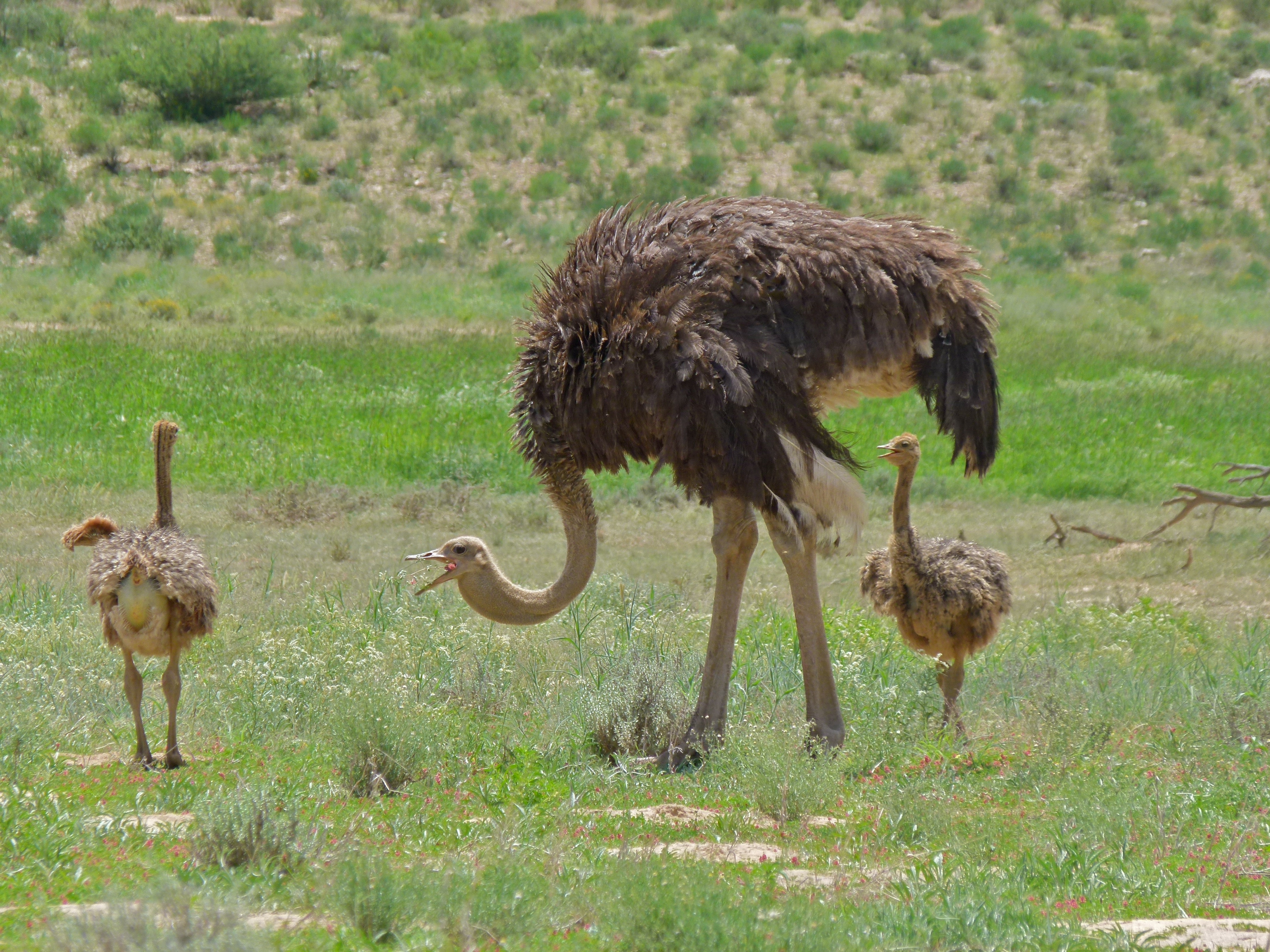
Femelle avec ses jeunes.
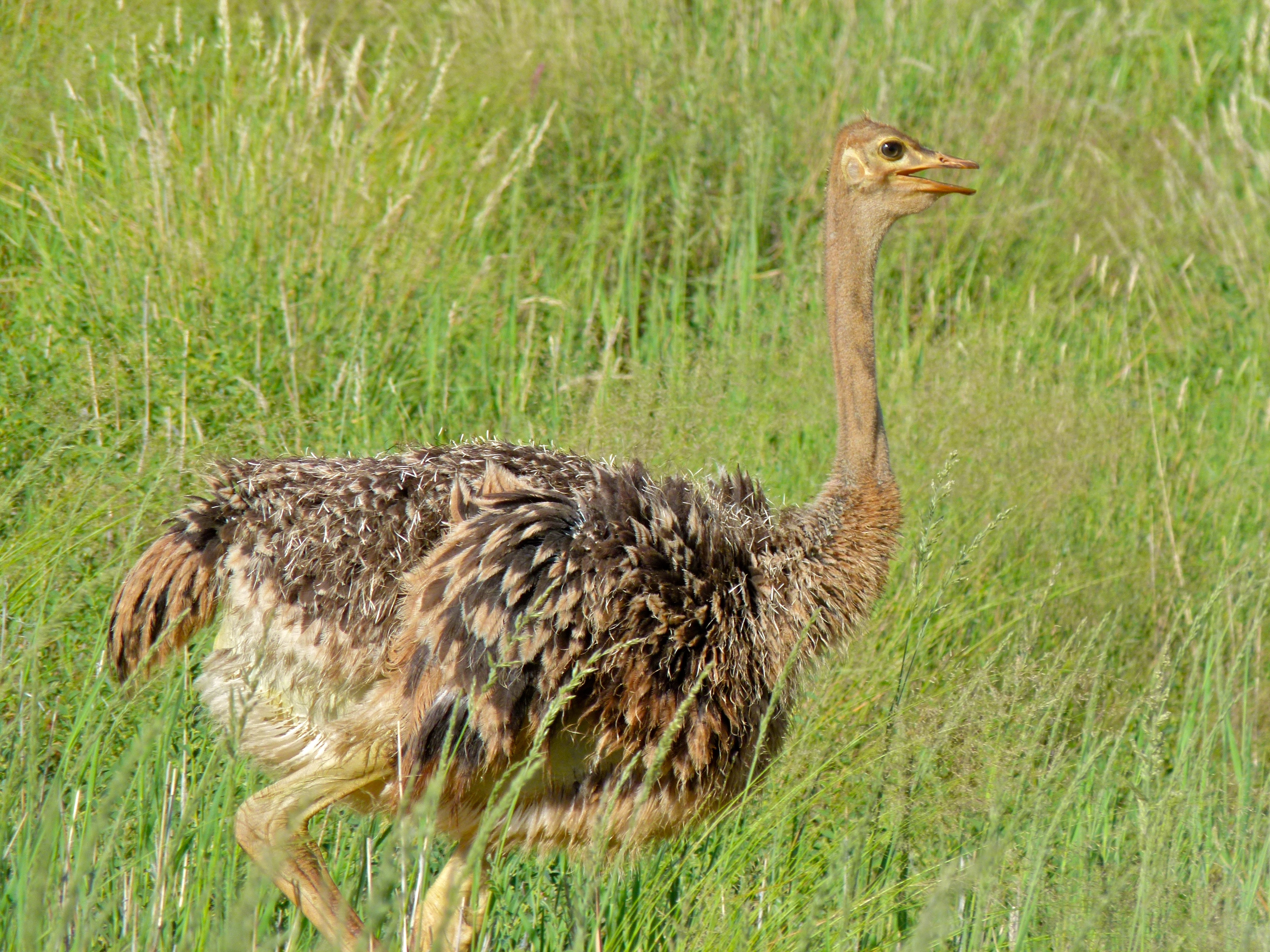
Juvénile.
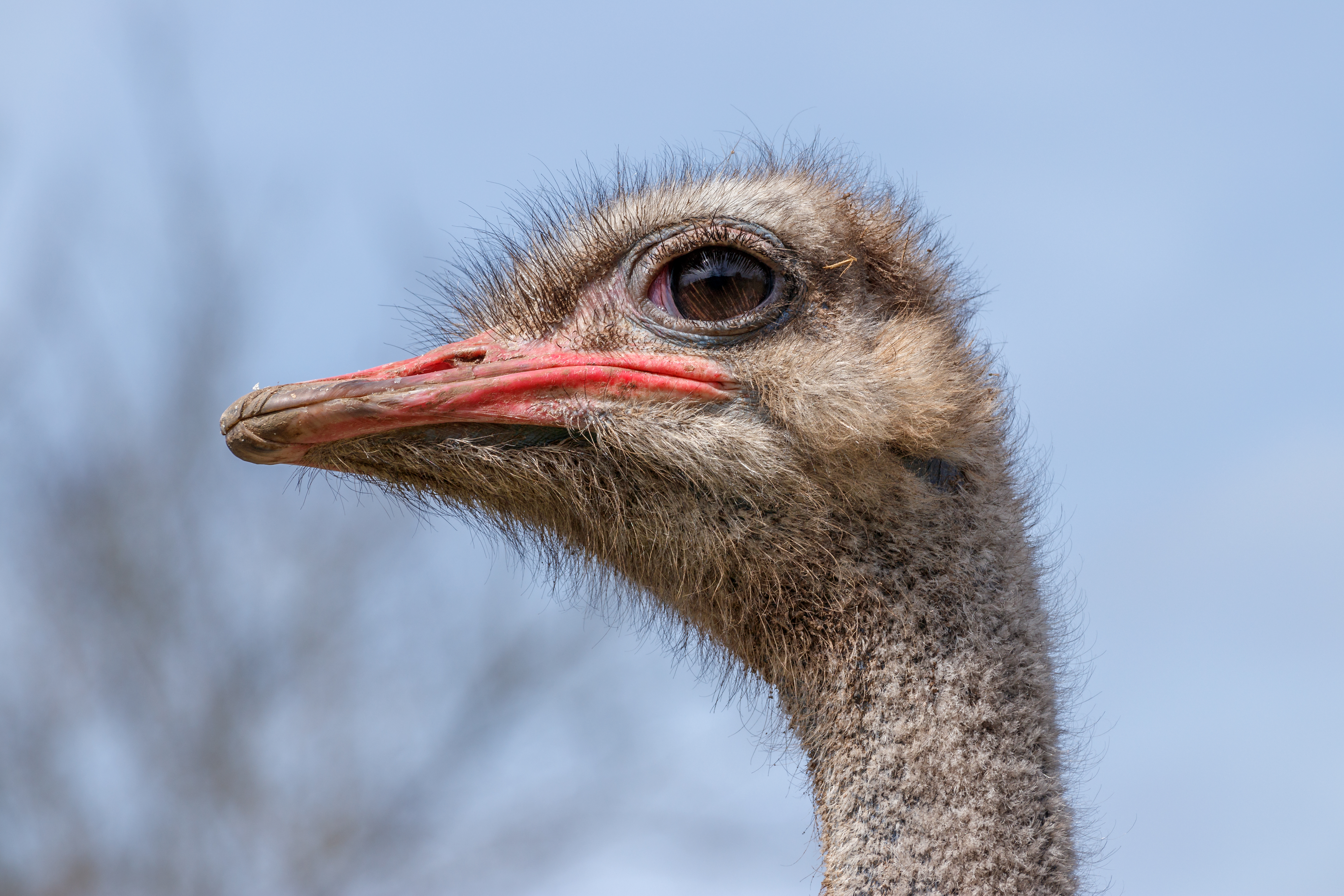
Une autruche mâle.

## L’Autruche d'Afrique et l’homme

### Menaces
Les principaux prédateurs de l'autruche, outre l'homme, sont les hyènes et les lions, qui apprécient particulièrement les autruchons, ainsi que les chacals et les percnoptères, qui pillent les œufs.

### Statut et préservation

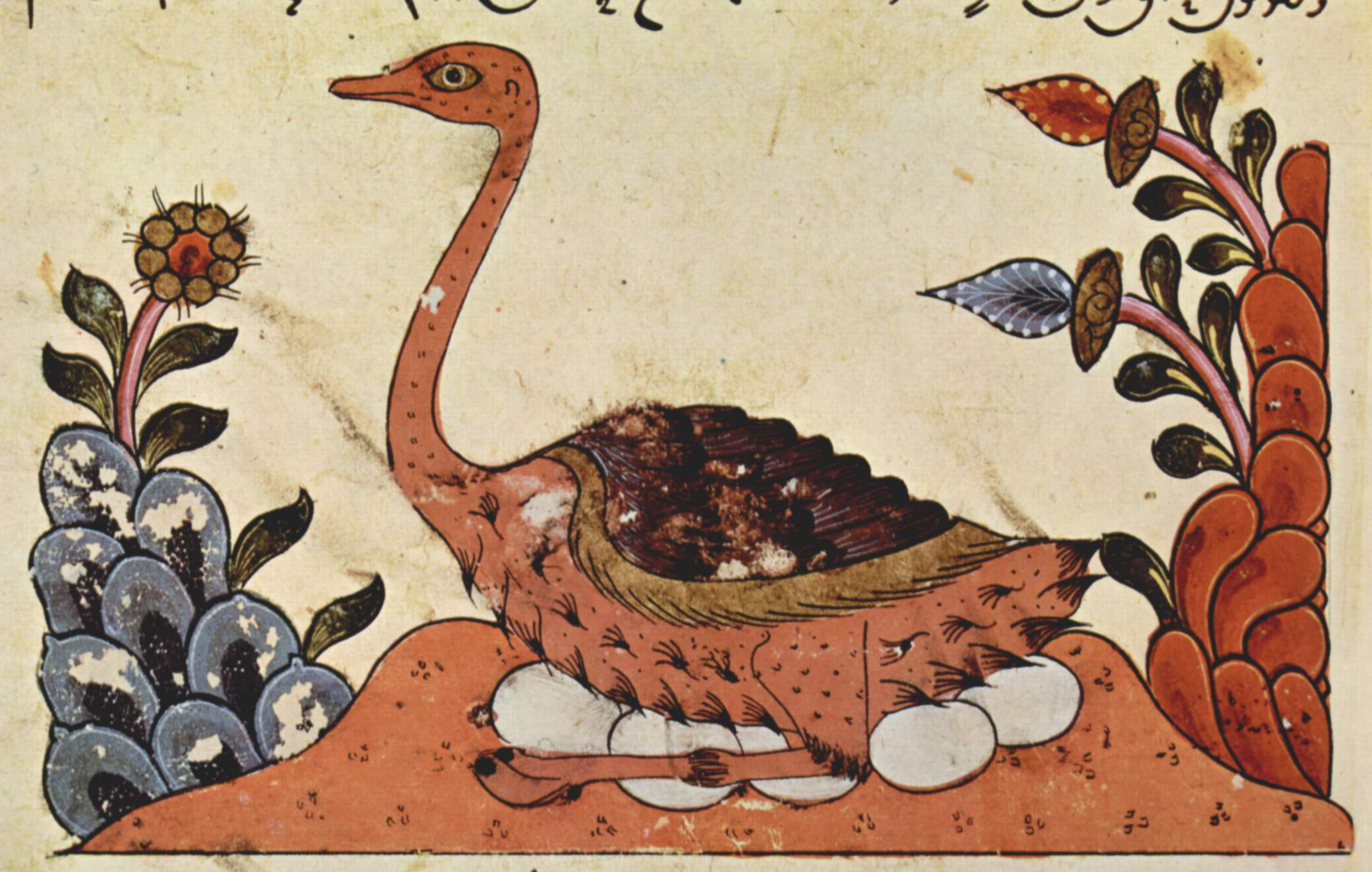
Autruche d'Arabie (S.c.syriacus) sur une illustration du Livre des Animaux de al-Jahiz, Syrie, XIVe siècle.

La sous-espèce syriacus a disparu du Néguev, à cause de la chasse dès les années 1920, et de Jordanie et d'Arabie saoudite dans les années 1960. 13 spécimens, d'une autre sous-espèce, venant d'Éthiopie ont été réintroduits au Néguev en 2005.
L'espèce est très menacée en Algérie, au Burkina Faso, au Cameroun, au Mali, en Mauritanie, au Maroc, au Niger, au Nigeria, en République centrafricaine, au Sénégal, au Soudan et au Tchad. À ce titre, elle figure sur la liste des espèces de l'Annexe I du CITES (Convention on International Trade in Endangered Species of Wild Fauna and Flora i.e. Convention sur le commerce international des espèces de faune et de flore sauvages menacées d'extinction, dite de Washington).

### Utilisation de l’Autruche d’Afrique par l’homme

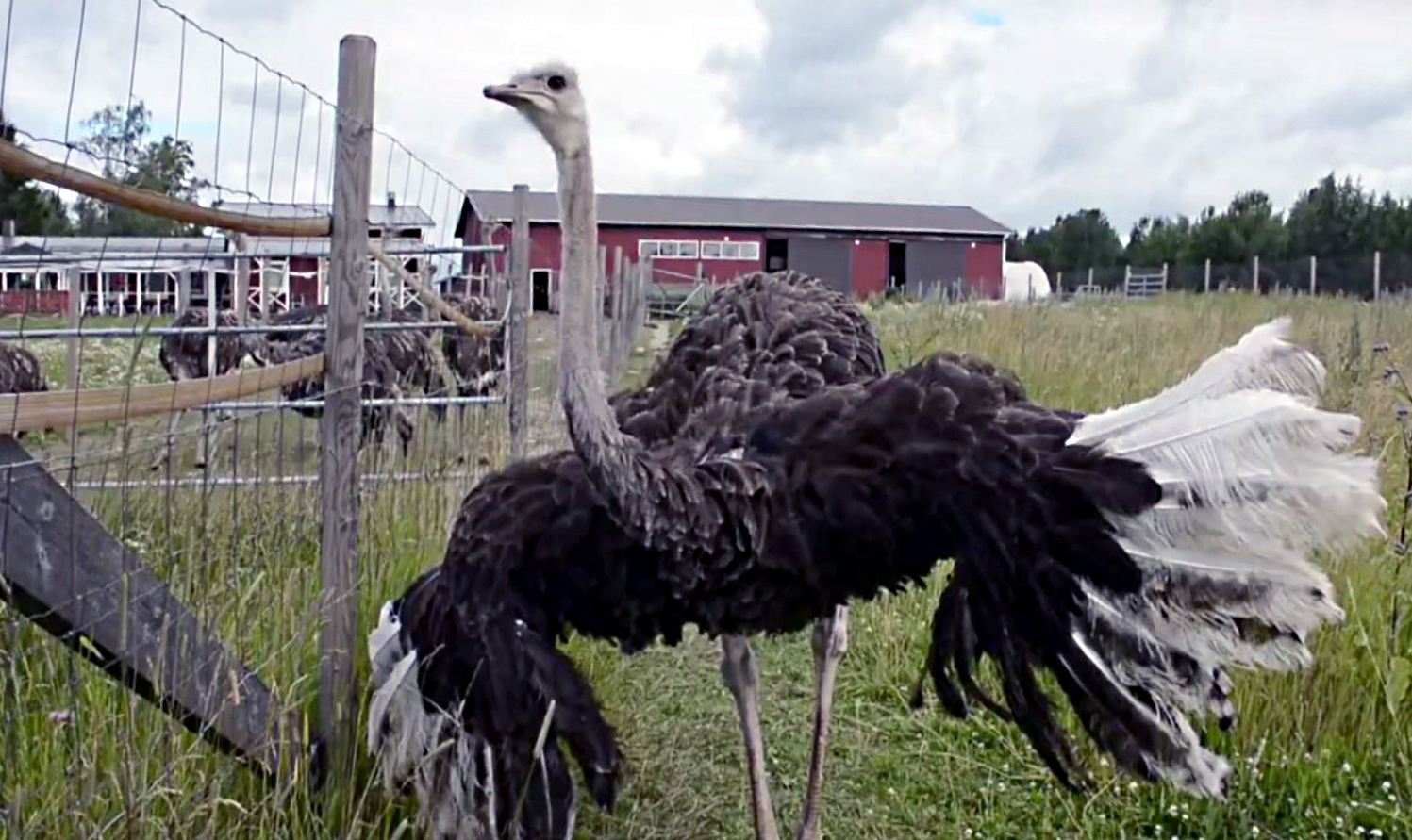
La ferme d'autruches Ketola à Nurmijärvi, Finlande,.

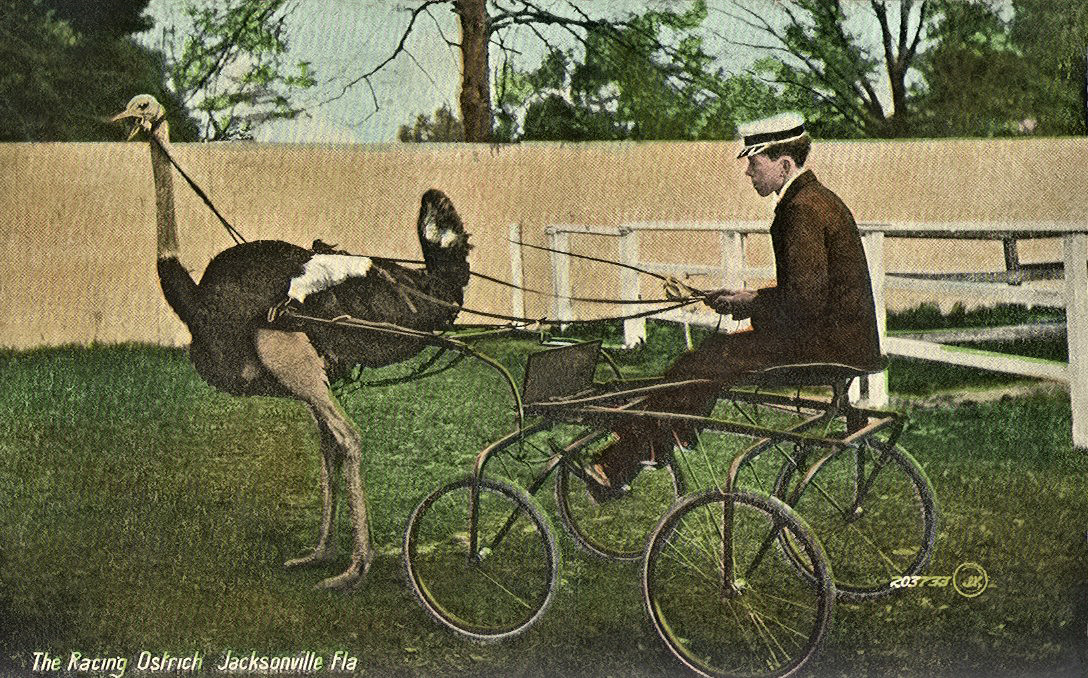
Course attelée d’autruches, Jacksonville, Floride, États-Unis, 1911.

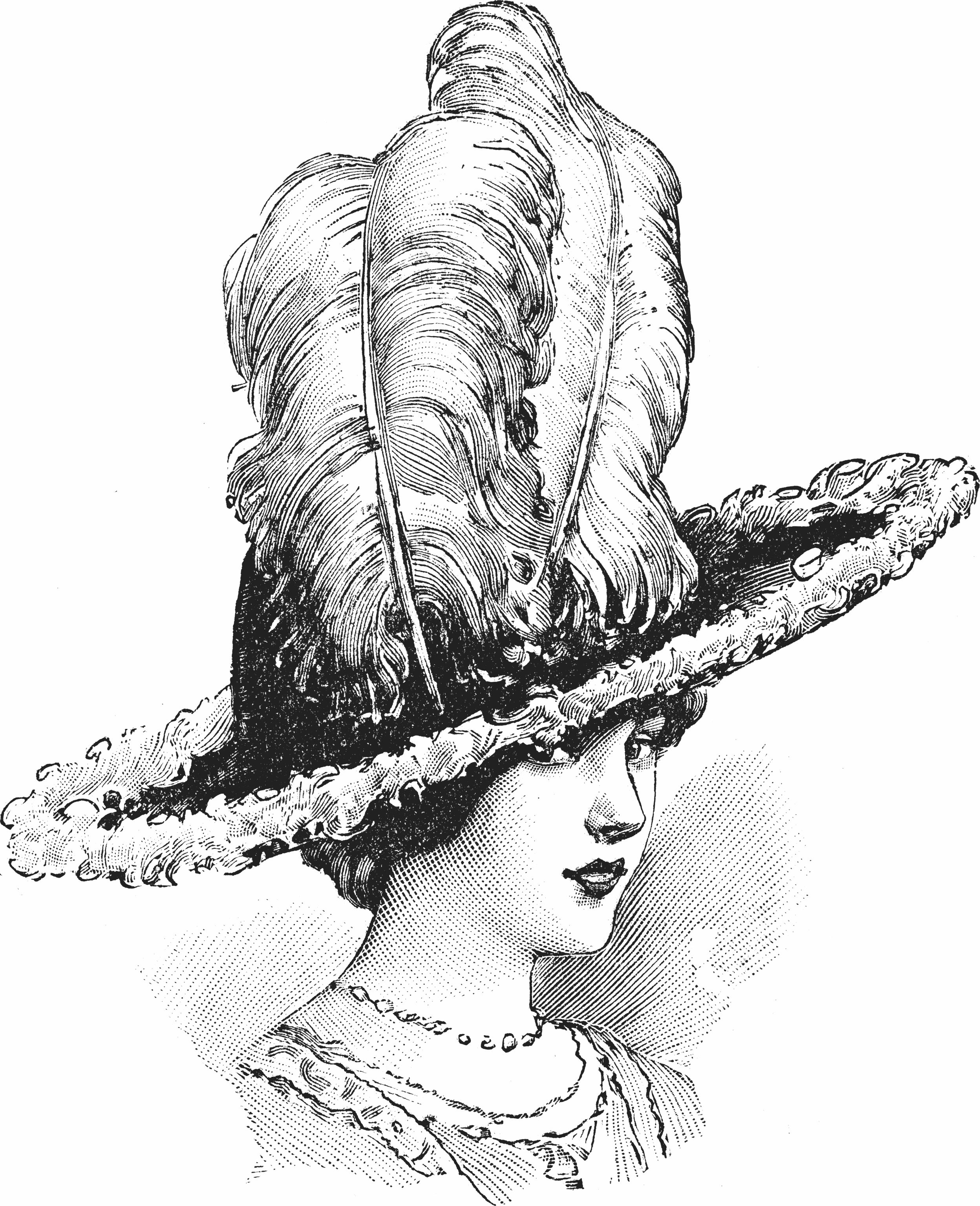
Chapeau décoré de deux plumes d'autruche, Grand magasin du Louvre, Paris, 1911/1912.

Le blason du clan Amadej, Pologne.

La plume d'autruche était chez les anciens Égyptiens et les anciens Libyens un symbole guerrier, en raison peut-être du caractère combatif et vigilant de cet oiseau ; aussi les soldats et les chasseurs avaient-ils coutume de porter une ou plusieurs plumes sur la tête.
Le flabellum, grand éventail de cérémonie, était fait de plumes d'autruche ou de paon.

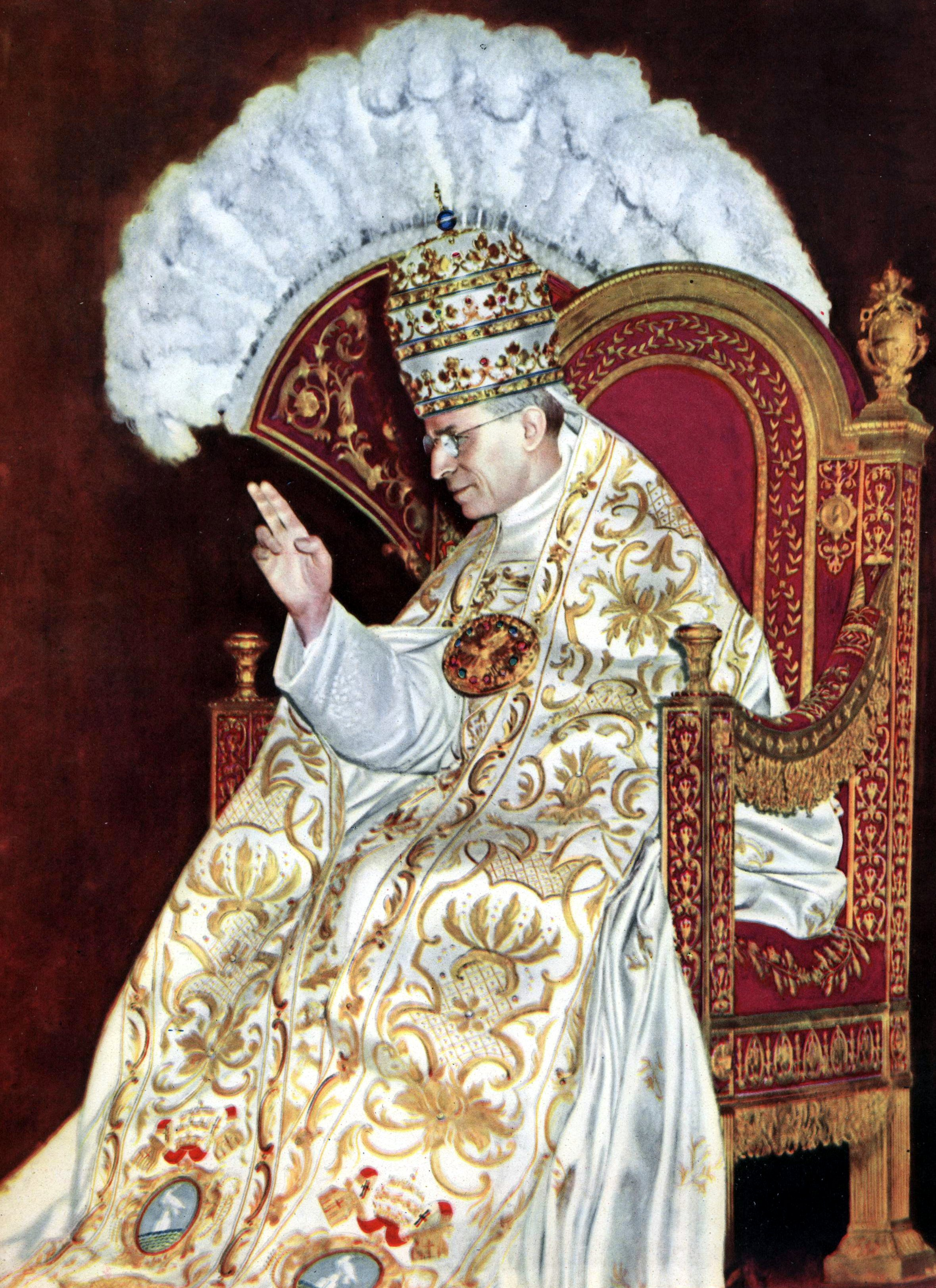
Le pape Pie XII sur la sedia gestatoria lors de son couronnement au printemps de 1939. On aperçoit, derrière, le sommet d’un des flabellums surmonté de plumes d’autruche blanches utilisés pour cette cérémonie.

### Philatélie
L'autruche est naturellement très présente sur les timbres des pays d'Afrique.

### Photos et vidéos
- Galerie de photos d'autruches sur le site African Bird Club